# Arte almorávide

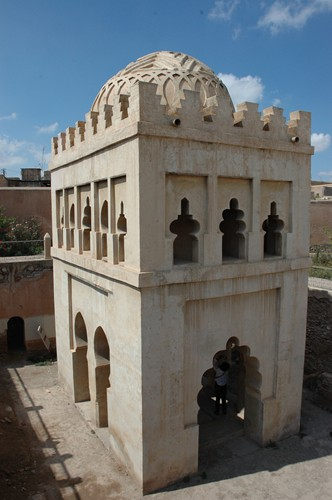
Qubbat Barudiyin, en Marrakech (1120).

Los almorávides cuyo nombre deriva de al-murabitum o moradores del ribat (especie de monasterio-fortaleza habitado por monjes-guerreros, asimilables en cierta mediada a las órdenes militares occidentales), procedían del desierto sahariano. Este primer movimiento que unificó Marruecos, Argelia occidental y al-Ándalus (1056-1147) eligió como capital Marrakech. Se definían por un rígido puritanismo religioso aunque alcanzaron una gran trascendencia artística dado que, por primera vez, la influencia andalusí incidió directamente sobre el norte de África.
El arte almorávide está caracterizado en una primera época, que abarca la segunda mitad del siglo XI, por la sobriedad constructiva, determinada por el austero ascetismo religioso y la función militar propia de la unificación de las guerras religiosas. Se abandona la columna en favor del pilar y los elementos ornamentales usados por los alarifes se reducen a líneas sobrias y claras.
En el siglo XII el arte almorávide imitará las elaboradas creaciones de época taifal de al-Ándalus, de la que es un buen ejemplo el Palacio de la Aljafería de Zaragoza, y se caracterizará por la profusión ornamental, la utilización de arcos polilobulados y mixtilíneos y el barroquismo de los motivos geométricos, atauriques y muqarnas.
En arquitectura, los rasgos generales del arte almorávide son la utilización de pilares de ladrillo en sustitución de las columnas, que solo se encontrarán en los ámbitos más nobles de las edificaciones, la variedad de los tipos de arcos: mixtilíneos, túmidos, polilobulados, trebolados o lambrequines, el cubrimiento con bóvedas de arcos entrecruzados que acogen profusa decoración, en ocasiones calada en los espacios entre los nervios y la aparición, procedente del islam oriental, de los mocárabes. Todos estos rasgos serán heredados por el arte almohade.

## Arquitectura
Durante el reinado del monarca Yusuf ibn Tasufin (1061 - 1106), las obras emprendidas aún acusaron la austeridad y desornamentación impuestas por su fervor religioso. No obstante, este rigor decayó con su hijo Alí ibn Yusuf (1107-1142) quien deslumbrado por el refinado ambiente cortesano de las taifas andalusíes, patrocinó diversas obras cuajadas de los más bellos elementos decorativos.
A pesar de hallarse el foco originario en al-Ándalus, las construcciones documentadas se encuentran en el norte de África; es más, dentro de ellas, son los edificios de carácter religioso los mejor representados. A ellos corresponden las mezquitas de Tremecén y de Argel, las cuales siguen el modelo habitual de naves perpendiculares al muro de la qibla. 
Excepcionalmente, como sucede en la mezquita Qarawiyin de Fez, se emplean naves paralelas a la qibla siguiendo el modelo de la mezquita de Damasco. En ambos casos, las naves extremas se prolongan formando las galerías que enmarcan el patio, de modo que este pasa a tener unas dimensiones más reducidas.
El soporte preferido será el pilar en sustitución de la columna. Adoptan el arco de herradura y lobulado a los que añaden arcos de herradura apuntados, lobulados trebolados, mixtilíneos y de lambrequines, formados estos últimos por pequeñas curvas, ángulos rectos y claves pinjantes. 
En relación con el desarrollo de los arcos aplican desde el salmer un motivo en "S", denominado serpentiforme, ya utilizado anteriormente en la Aljafería de Zaragoza. El sistema de cubiertas preferido es a dos aguas, creando las techumbres de madera a par e hilera que alcanzaran un gran desarrollo en el arte mudéjar. 

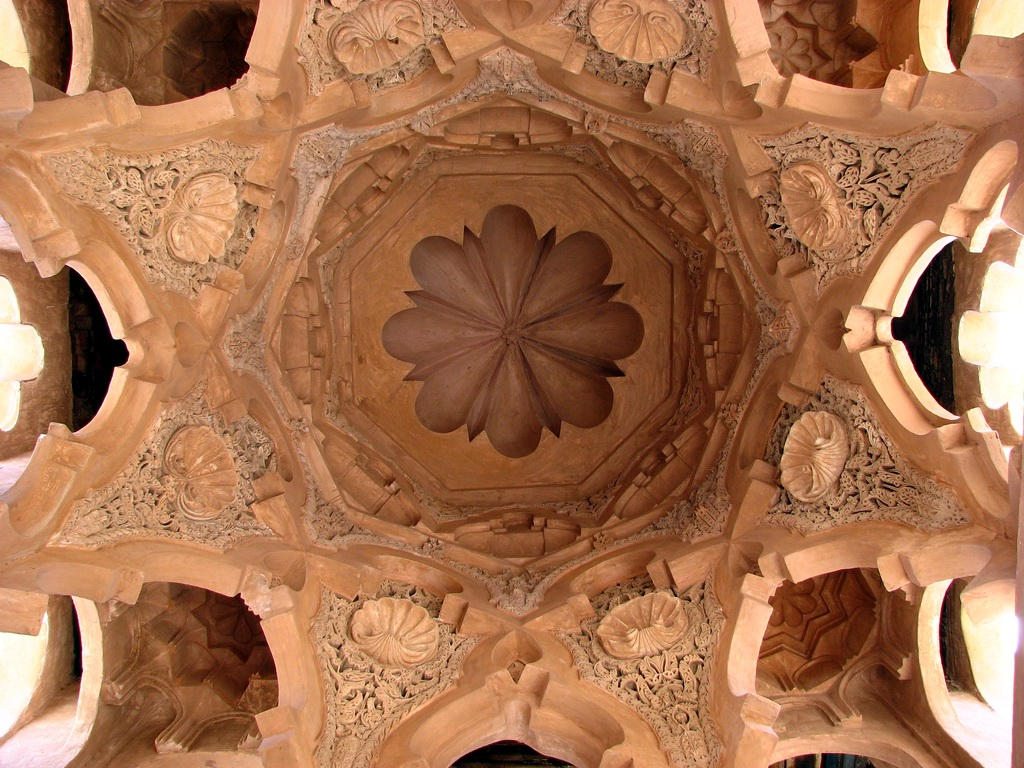
Interior de la cúpula almorávide de Qubbat Barudiyin.

Al mismo tiempo realizaron bellas cubiertas cupuladas. Unas, representada por la cúpula ante el mihrab de la mezquita de Tremecén, seguirán el modelo cordobés de arcos entrecruzados que dejan la clave libre si bien, en este caso, arrancan de trompas angulares de muqarnas y emplean unos plementos de estuco calado decorados con exuberantes motivos florales. A partir de esta obra, en que se documenta la introducción en el Magreb de la muqarna o mocárabe, aparece otro tipo de cúpula denominada de muqarnas, cuyo modelo es la existente en la mezquita de Qarawiyin en Fez.
Pero el más característico ejemplo de la sobriedad de la arquitectura almorávide lo constituye la cúpula almorávide de Qubbat Barudiyin de Marrakech, de 1120. Este pequeño pabellón alojaba una fuente de la mezquita de Alí ibn Yusuf, y muestra la continuidad de las técnicas constructivas y ornamentales del periodo de taifas de Al-Ándalus que fueron asimiladas en el Magreb. Localizada en un anexo de la mezquita, este pabellón de planta rectangular alberga en sus cuatro muros vanos alternantes de arcos lobulados, de herradura y mixtilíneos. El recinto interior es independiente de la bóveda, gallonada en forma estrellada dividida en ocho segmentos que se apoyadan en una base octogonal de arcos polilobulados, que sigue la tradición de la bóveda central de la macsura de la Mezquita de Córdoba. La bóveda aparece profusamente decorada con muqarnas, y fue iluminada probablemente mediante ventanas vidriadas coloreadas fijadas en parrillas de estuco.

## Otras artes
Las producciones artísticas continuaron vinculadas a las tradiciones anteriores. El taller de textil de Almería alcanzó su completo apogeo realizando los llamados attabi. Estos tejidos se caracterizan por la utilización de tonos más suaves con toques de oro formando grandes círculos dobles, tangentes o enlazados, dispuestos en filas, en cuyo interior se encierran parejas de animales. La semejanza con los tejidos sicilianos ha inducido a confusión entre ambos talleres. Un problema similar plantean los marfiles cuyas inscripciones impersonales arrojan poca luz sobre su adscripción a uno de los dos talleres. La cerámica, por su parte, continuó desarrollando la técnica de "cuerda seca parcial" o "total" dependiendo de que la decoración cubriese toda la superficie o parte de ella. Junto a esta, hacen su aparición dos nuevas técnicas aplicadas a la cerámica no vidriada, el esgrafiado y el estamplillado, cuyo utilización se generalizará en época almohade.
- El contenido de este artículo incorpora material de una entrada de la Enciclopedia Libre Universal, publicada en español bajo la licencia Creative Commons Compartir-Igual 3.0.